# NGC 672

NGC 672

NGC 672 هي مجرة حلزونية تقع في كوكبة المثلث (كوكبة). اكتشفها ويليام هيرشل في 26 أكتوبر 1786.

## وصلات خارجية
- NGC 672 على موقع ويكي سكاي: DSS2, SDSS, GALEX, IRAS, Hydrogen α, X-Ray, Astrophoto, Sky Map, Articles and images